# Piazza di Spagna

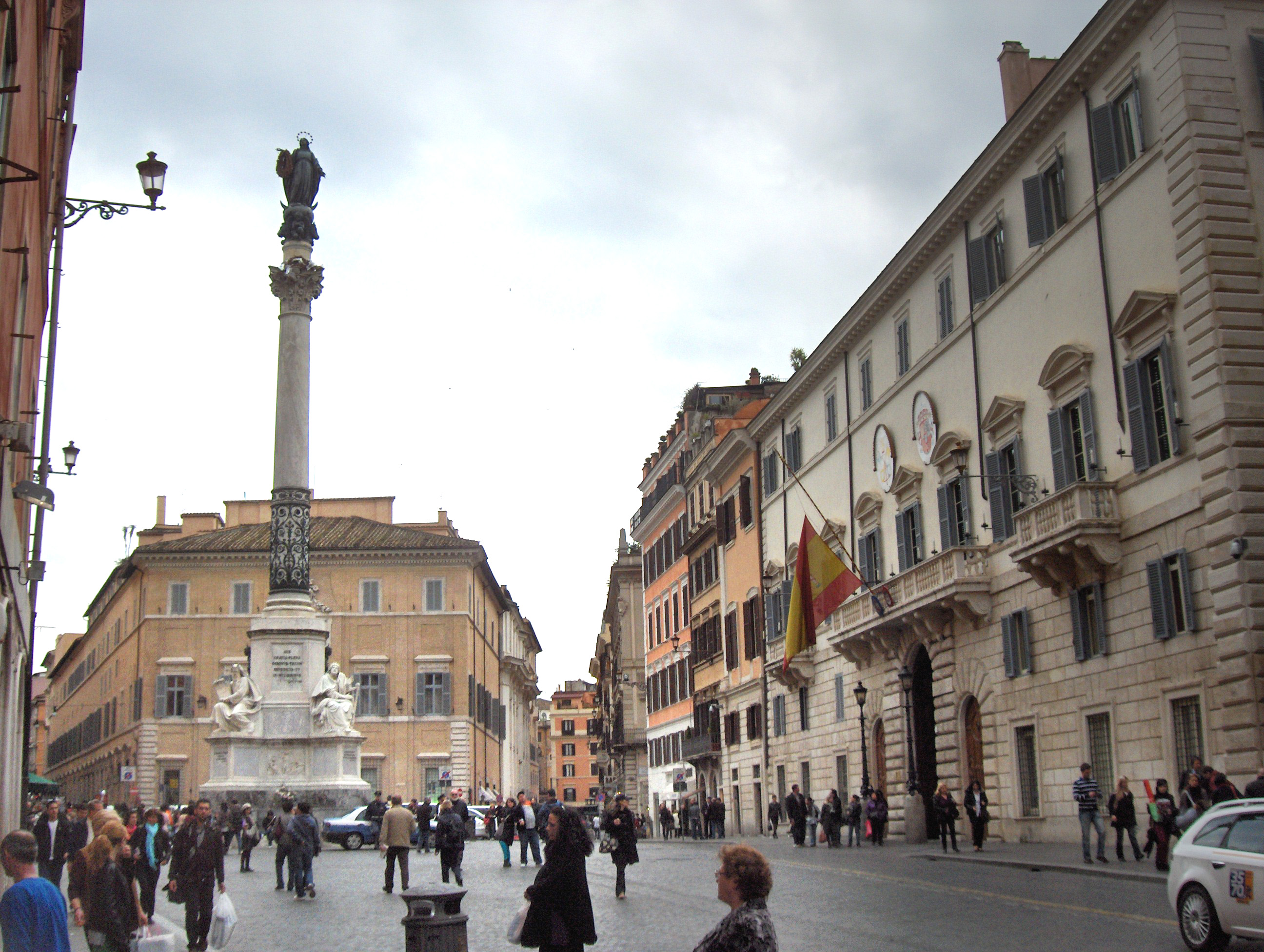
Del av Piazza di Spagna med den Obefläckade Avlelsens kolonn.

Piazza di Spagna är ett vidsträckt torg i centrala Rom. Det är beläget vid foten av Spanska trappan. På torget står fontänen Fontana della Barcaccia. Fontänen har formen av en vattenfylld båt och utfördes 1627–1629 av Pietro Bernini, far till Giovanni Lorenzo Bernini. Båten ser ut som om den har strandat, och enligt en tradition skall den alludera på de svåra översvämningarna av Tibern 1598, då en båt skall ha gått på grund vid foten av Pincio.
På torgets södra del, benämnd Piazza Mignanelli, står den Obefläckade Avlelsens kolonn, uppförd 1857.
Vid piazzan ligger tunnelbanestationen Spagna för linje A.